# Chudeřín (Litvínov)
Chudeřín (deutsch: Bergesgrün, bis 1911 Bettelgrün) ist ein Ortsteil von Litvínov im Okres Most in Tschechien.

## Geographie
Chudeřín liegt unmittelbar westlich von Horní Litvínov und bildet mit diesem, Hamr und Janov ein geschlossenes Siedlungsgebiet. Die Ortslage erstreckt sich zwischen den Bächen Zálužský potok (Launitzbach) und Bílý potok (Weißbach, früher Goldfluß) am südlichen Fuße des Erzgebirges im Nordböhmischen Becken. Westlich erhebt sich der Lounický kopec (442 m) und im Nordwesten der Lounický vrch (535 m).
Nachbarorte sind Horní Ves, Šumná und Meziboří im Norden, Horní Litvínov im Osten, Louka u Litvínova und Dolní Litvínov im Südosten, Záluží im Süden, Horní Jiřetín im Südwesten, Hamr und Křížatky im Westen sowie Písečná und Lounice im Nordwesten. Am südwestlichen Ortsrand befinden sich die Teiche Šedák I (Dehmelteich), Šedák II, Nová Chudeřínská (Spindelteich) und Rudý Sever.

## Geschichte
Die erste schriftliche Erwähnung des zur Riesenburg gehörigen Dorfes Wybelgrune erfolgte 1398, als die Brüder Borso d. Ä. und Borso d. J. von Riesenburg die Herrschaft Riesenburg an den Markgrafen Wilhelm I. von Meißen verkauften. Im Vertrag von Eger, durch den die Herrschaft Riesenburg 1459 wieder an das Königreich Böhmen zurückgelangte, wurde das Dorf als Betlgrin bezeichnet. Später wurde das Dorf an die Herrschaft Oberleutensdorf angeschlossen. 1642 erbten die Grafen von Waldstein die Herrschaft. 1680 erhob Johann Friedrich von Waldstein die Herrschaften Dux und Oberleutensdorf zum Familienfideikommiss. Spätere Bezeichnungen des Dorfes waren Bettelgrüne und Bettelgrüna.
Im Jahre 1831 bestand Bettelgrüna aus 39 Häusern mit 238 deutschsprachigen Einwohnern, die größtenteils von der Land- und Forstwirtschaft lebten. Pfarrort war Ober-Leitensdorf. Bis zur Mitte des 19. Jahrhunderts blieb Bettelgrüna der Fideikommissherrschaft Dux untertänig.

Ortsplatz in Bettelgrün mit Straßenbahn (nach 1901)

Nach der Aufhebung der Patrimonialherrschaften bildete Bettelgrüna ab 1850 einen Ortsteil der Marktgemeinde, ab 1852 Stadtgemeinde Oberleutensdorf im Leitmeritzer Kreis und Gerichtsbezirk Dux. Das Dorf hatte 591 Einwohner. Ab 1868 gehörte das Dorf zum Bezirk Brüx. In der zweiten Hälfte des 19. Jahrhunderts verdiente sich ein Teil der Bewohner des Dorfes seinen Lebensunterhalt durch Lohnarbeit in den Oberleutensdorfer Textilfabriken. Zwischen Bettelgrüna und Hammer ging 1870 die Braunkohlentiefbaugrube „Morgenstern“ in Betrieb. In den Jahren 1871 bis 1872 erfolgte durch die Dux-Bodenbacher Eisenbahn die Verlängerung der Bahnstrecke Bodenbach-Dux bis nach Komotau. Im Zuge der Errichtung der neuen Bahntrasse, die südlich von Bettelgrün verlief, kamen die ersten tschechischen Arbeiter in das Dorf. Der industrielle Aufschwung und der Beginn des intensiven Braunkohlenbergbaus im Nordböhmischen Becken zum Ausgang des 19. Jahrhunderts führten zu einer Bevölkerungsexplosion. Im Jahre 1896 erhielt das Dorf eine Wasserversorgung. Entlang der Straße nach Oberleutensdorf entstand vom alten Dorfkern am Launitzbach eine geschlossene Bebauung nach Osten, die an der Flurgrenze am Weißbach nahtlos in die Stadt Oberleutensdorf überging. Zahlreiche tschechische Bergleute, die in den Schächten der Gewerkschaft Brucher Kohlenwerke und der Nordböhmischen Kohlenwerks-Gesellschaft Arbeit gefunden hatten, siedelten sich mit ihren Familien an. 1888 bildete sich eine (deutsche) Freiwillige Feuerwehr. Im Haus Nr. 104 an der Weißen Säule wurde im Jahre 1900 eine tschechische Schule eingerichtet, wegen des Platzmangels erfolgte der Unterricht der 142 Kinder in zwei Schichten. Am 5. August 1901 nahm die Brüxer Strassenbahn- und Elektrizitäts-Gesellschaft AG den Verkehr auf der Elektrischen Überlandstraßenbahn Brüx – Johnsdorf auf, die vier Haltestellen in Bettelgrün bediente. 1902 erfolgte der Anschluss an die Stromversorgung. Ab 1904 wurden die tschechischen Kinder in der neuen tschechischen Schule in Oberleutensdorf unterrichtet.

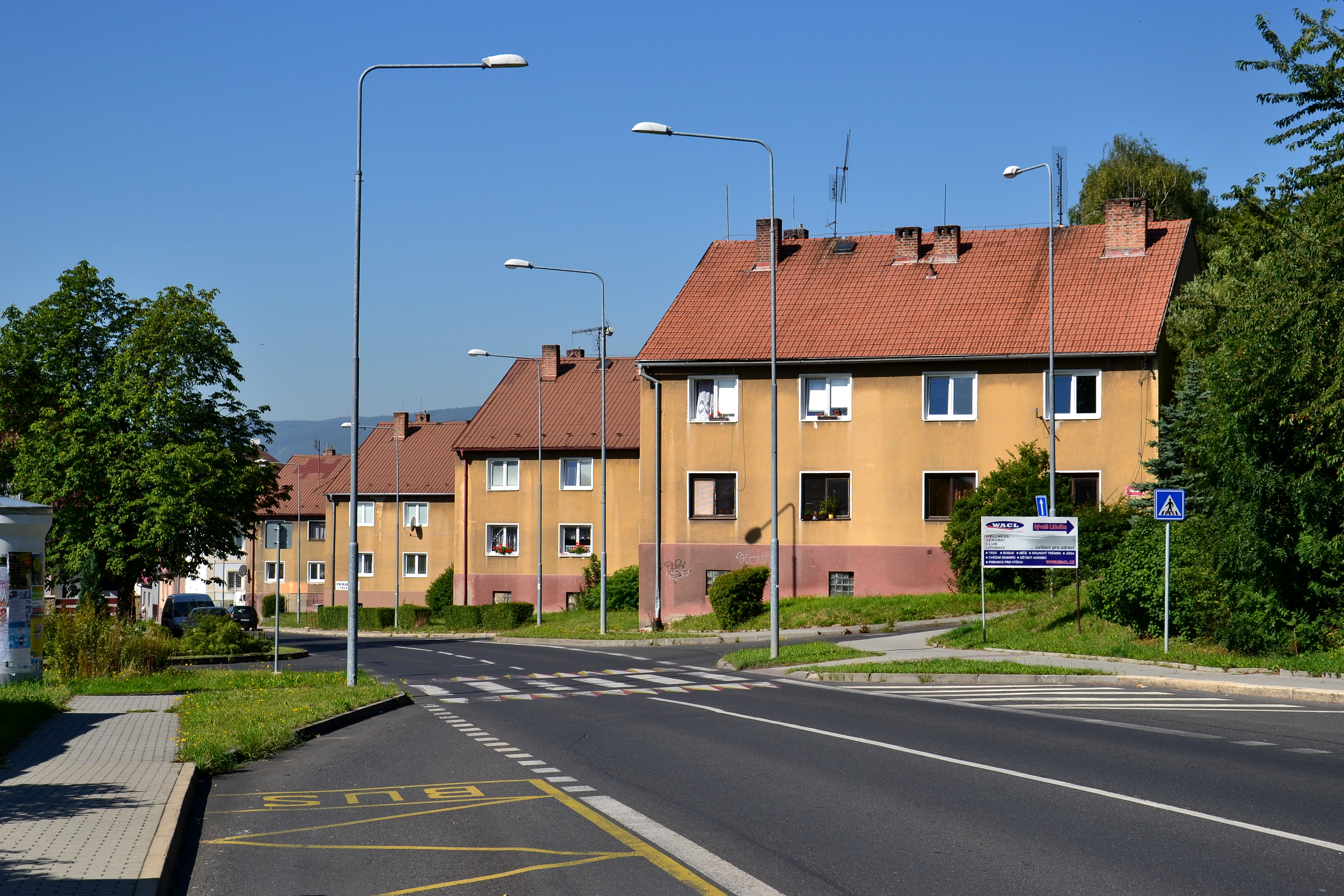
Chudeřín (2016)

1903 löste sich der Ort von Oberleutensdorf los und bildete eine eigene Gemeinde. Im Jahre 1905 wurde Bettelgrün dem neugebildeten Gerichtsbezirk Oberleutensdorf zugeordnet. 1907 wurde die neue deutsche Schule fertiggestellt. Dem 1906 gestellten Antrag der Gemeinde auf Änderung des als anstößig empfundenen Namens Bettelgrün wurde 1911 stattgegeben, der neue Gemeindename lautete fortan Bergesgrün. Am westlichen Ortsausgang entstand 1909 ein Friedhof mit einer basilikaähnlichen Kapelle. 1913 erhielt die Gemeinde ein Postamt und eine Gendarmeriestation, es entstand auch eine Kanalisation. Die tschechische Freiwillige Feuerwehr gründete sich 1924. 1930 lebten in der Gemeinde 2054 Deutsche und 1583 Tschechen. In Folge des Münchner Abkommens wurde das Dorf 1938 dem Deutschen Reich zugeschlagen und am 9. Oktober 1938 marschierte die Wehrmacht ein. 1939 lebten in Bergesgrün 2961 Personen. Bergesgrün wurde 1943 nach Oberleutensdorf eingemeindet und gehörte bis 1945 zum Landkreis Brüx. Nach dem Ende des Zweiten Weltkrieges kam Chudeřín zur Tschechoslowakei zurück und die deutschböhmische Bevölkerung wurde vertrieben. Die Eingemeindung wurde nach Kriegsende wieder aufgehoben, jedoch bereits 1947 erfolgte die erneute Eingemeindung nach Horní Litvínov. Die ehemalige deutsche Schule musste 1947 wegen Bergschäden abgerissen werden. Die letzte Bestattung auf dem Friedhof erfolgte 1948. Nach der Namensänderung der Stadt Horní Litvínov in Litvínov führte der Ortsteil ab 1949 zeitweilig die Bezeichnung Litvínov III. In den 1950er Jahren wurde südwestlich der Tagebau důl Rudý sever betrieben. Hinter dem Friedhof wurde 1959 eine neue Grundschule erbaut. Wegen des Baus einer neuen Straße und der Berufsschule in Hamr wurde der Friedhof in den 1960er Jahren devastiert.

## Entwicklung der Einwohnerzahl
| Jahr | Einwohnerzahl |
| ---- | ------------- |
| 1869 | 355           |
| 1880 | 451           |
| 1890 | 581           |
| 1900 | 2622          |
| 1910 | 3690          |

| Jahr | Einwohnerzahl |
| ---- | ------------- |
| 1921 | 3463          |
| 1930 | 3689          |
| 1950 | 2536          |
| 1961 | 2360          |
| 1970 | 1887          |

| Jahr | Einwohnerzahl |
| ---- | ------------- |
| 1980 | 1836          |
| 1991 | 1473          |
| 2001 | 1362          |
| 2011 | 1384          |

## Sehenswürdigkeiten
- Der Gasthof U Hrušků, ist die älteste erhaltene Gastwirtschaft in Litvínov. Dahinter liegt ein 1898 zu Ehren Kaiser Franz Josephs I. angelegter Buchenhain.
- Bílý sloup, der 3,50 m hohe historische Meilenstein befand sich bis 1925 in Chudeřín und wurde für den Bau des Hauses Nr. 217 abgetragen. Zwei der drei Segmente wurden später als Poller an der Straße nach Klíny aufgestellt, das dritte ist verschollen. Im Jahre 2005 konnte der ursprüngliche Standort ermittelt werden.[5] Der Meilenstein steht heute in Horní Litvínov.
- Wasserturm, erbaut 1896
- Gedenkstein zur Erinnerung an die gefallenen Helden von 1848 und 1866, das schlichte pyramidenförmige Denkmal aus Marmor wurde zu Ehren Kaiser Franz Josephs I. vom Kriegsveteranen-Verein errichtet und 1898 enthüllt. Es befindet sich in der Ortsmitte gegenüber dem ehemaligen Gemeindeamt auf dem Gelände der Tischlerei Eben. Der zerbrochene Marmorkörper wurde 2010 durch eine Nachbildung ersetzt.[6]
- Gedenkstein für die Gefallenen des Ersten Weltkrieges, enthüllt 1928. Er trug ursprünglich auch einen Bronzeadler. Die Gedenktafel und das österreichische Kreuz wurden im Jahre 2012 wieder angebracht.[7]

## Söhne und Töchter des Ortes
- August Wilhelm Dressler (1886–1970), deutscher Maler